# María Urbelina Tejada
María Urbelina Tejada de Molina (San Juan, 16 de mayo de 1922-20 de diciembre de 2015) fue una política argentina del Partido Peronista Femenino. Fue elegida a la Cámara de Diputados de la Nación Argentina en 1951, integrando el primer grupo de mujeres legisladoras en Argentina con la aplicación de la Ley 13.010 de sufragio femenino. Representó al pueblo de la provincia de San Juan entre 1952 y 1955.

## Biografía
Nació en la ciudad de San Juan en mayo de 1922. Tras el terremoto de 1944, se fue a vivir a Buenos Aires.
En 1949, fue designada por Eva Perón como secretaria de una unidad básica en el Barrio Perón en Saavedra (Buenos Aires). Al año siguiente, regresó a la provincia de San Juan como delegada censista del Partido Peronista Femenino.
En las elecciones legislativas de 1951, fue candidata del Partido Peronista en la 1.° circunscripción de la provincia de San Juan, siendo una de las 26 mujeres elegidas a la Cámara de Diputados de la Nación Argentina. Asumió el 25 de abril de 1952.
Fue vocal en la comisión de Presupuesto y Hacienda. Completó su mandato en abril de 1955.
Formó parte del Círculo de Legisladores de la Nación Argentina. En 2012 fue homenajeada por la Cámara de Diputados de la Nación, y en 2014 recibió una distinción del Senado de la Nación.